# Morinda (geslacht)
Morinda  is een geslacht van planten uit de sterbladigenfamilie (Rubiaceae). Er worden 43 soorten onderscheiden. Volgens de Flora of China deel 19 (2011) bestaat het geslacht uit circa tachtig tot honderd soorten die wereldwijd voorkomen in tropische en subtropische gebieden.
De noni (Morinda citrifolia) is een veel gekweekte soort met eetbare vruchten.